# Masacre de Cape Grim

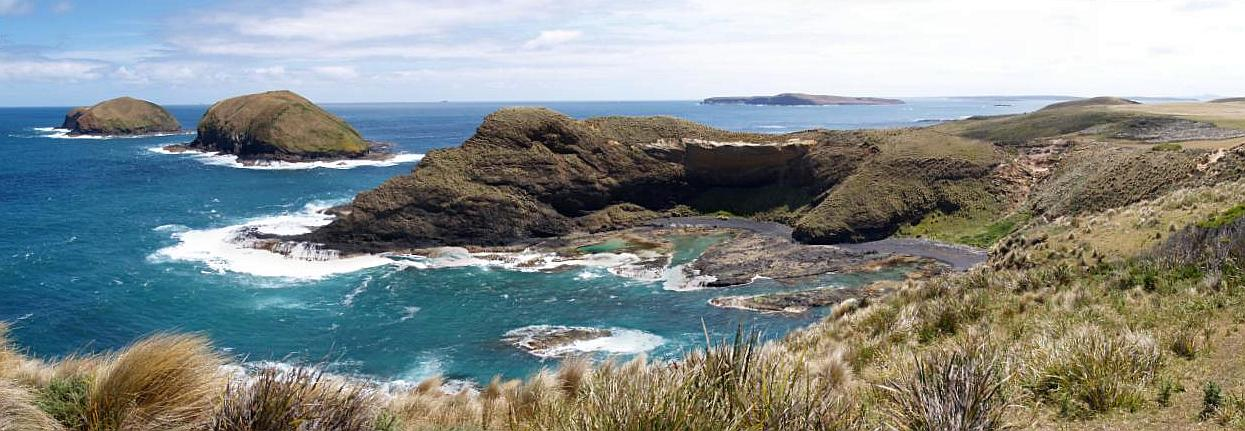
cabo Grim

La Masacre de Cape Grim tuvo lugar el 10 de febrero de 1828 en el noroeste de la Tierra de Van Diemen, hoy en día conocida como Tasmania, cuando cuatro pastores armados con mosquetes emboscaron a más de treinta aborígenes de Tasmania de la banda Pennemukeer de Cape Grim, matando a 30 y arrojando sus cuerpos al mar desde un acantilado de 60 metros de altura. Se reportó que un número no identificado de ellos logró escapar. Luego del incidente, la colina en la que ocurrió la masacre fue nombrada como Victory Hill (en español, Colina de la Victoria) por parte de los pastores.

## Antecedentes
El conflicto fronterizo en Tasmania entre europeos y aborígenes se dice que estuvo marcado por violencia, crueldad, raptos, y violaciones de mujeres, con un desbalance tremendo en cuestión de armas. Jan Roberts dijo que:
En general, los hombres aborígenes eran disparados al instante y las mujeres eran capturadas para servir las necesidades de los pastores y cazadores de focas, muchos de los cuales se llevaban a dos mujeres aborígenes cada uno.
Sin embargo, otros historiadores, incluyendo a Josephine Flood están en descuerdo con esta aseveración:
No hay duda que el maltrato y rapto de aborígines sí ocurrió, pero el alcance de estas atrocidades y 'masacres' han sido completamente exagerados.
En 1826, la Compañía de la Tierra de Van Diemen estableció estaciones ovejeras en Cape Grim y en Circular Head. Cuando la banda Peerapper de West Point volvió a visitar Cape Grim en diciembre de 1827 encontraron a varios pastores, sus chozas y muchas ovejas. Los pastores trataron de hacer entrar a algunas de las mujeres aborígenes a una de sus chozas, pero los hombres aborígenes se opusieron rotundamente a esto, lo que resultó en una pelea. Uno de los pastores terminó con una lanza en su muslo y uno de los aborígenes fue matado a tiros.
En venganza, la tribu empujó a un rebaño de ovejas por un acantilado, arponeando a 118 de ellas. Una fuente contemporánea afirma que en febrero de 1828 una expedición punitiva de la Compañía de la Tierra de Van Diemen mató a doce aborígenes como respuesta. Sin embargo, el historiador Keith Windschuttle indica que la historia es dudosa y es más probable que haya sido un rumor distorsionado que fusiona dos eventos diferentes; un incidente en el que la tripulación de un barco trató de disparar contra unos aborígenes pero finalmente no pudieron hacerlo debido a que su pólvora estaba mojada y el conflicto entre los pastores y aborígenes en Cape Grim.

## La masacre
Según un reporte de George Augustus Robinson del 10 de febrero de 1828, cuatro pastores emboscaro a los aborígenes Pennemukeer de Cape Grim mientras recolectaban polluelos de petreles, matando a 30 personas. Primero, los pastores dispararon contra las familias que habían acampado en la playa, y luego llevaron a aquellos que habían buscado refugio en las rocas a la colina, en donde fueron masacrados para después arrojar sus cuerpos por el acantilado de Suicide Bay- el mismo acantilado desde el cual habían sido lanzadas las ovejas. Los pastores luego llamaron a esta colina Victory Hill (Colina de la Victoria en español). Los aborígenes que escaparon la masacre llamaron a los colonos blancos en Cape Grim nowhummoe o diablos y evitaron Cape Grim, aunque ocasionalmente saqueaban chozas aisladas en búsqueda de provisiones.
George Augustus Robinson investigó la masare dos años después y publicó sus conclusiones:
La masacre de una tribu de nativos, que incluía a mujeres y niños, había llegado a las islas [Doughboy]. La providencia les había favorecido con un excelente clima... Cruzaron a nado, dejando a sus hijos en las rocas al cuidado de los ancianos. Había preparado sus suministros de petreles, los habían amarrado con pasto, arrastrado hasta la costa, y toda la tribu estaba sentada alrededor de sus fogatas disfrutando de su bien merecido festín, cuando un grupo de feroces bárbaros sedientos de la sangre de esta pacífica y desprotegida gente. Escaparon, dejando atrás sus provisiones. Algunos se abalanzaron sobre el mar, otros trataron de correr alrededor del acantilado, y los que quedaron fueron asesinados por los monstruos. Aquellas pobres criaturas que buscaron refugio en la hendidura de la roca fueron empujados hasta el borde de un horrible precipicio, masacrados por completo y sus cuerpos arrojados por el precipio... Fui al pie del acantilado en donde los cuerpos habían sido arrojados y vi varios huesos humanos, algunos de los cuales traje conmigo, y un pedazo del sangriento risco. Cuando la marea comenzó a subir me apresuré a abandonar éste Gólgota.

## Eventos posteriores y consecuencias
El historiador Ian McFarlane ha dicho que el magistrado responsable, Edward Curr, un administrador de la Compañía de la Tierra de Van Diemen, objetó el número de muertes, no inició una investigación sobre la masacre, ni tampoco reportó el incidente al Teniente Gobernador Arthur. Keith Windschuttle argumenta que el reporte sobre una supuesta masacre de aborígenes en los riscos de Suicide Bay no salió a la luz sino dos años después de la supuesta masacre. El incidente que Curr se había negado investigar fue el que se le había reportado, un incidente cerca de las chozas de los pastores en el cual se reportaron seis aborígenes muertos. Curr escribió a los directores de la Compañía de la Tierra de Van Diemen: "Ahora no me quedan dudas de que nuestros hombres estaban muy convencidos de la idea de que los nativos estaban allí con el único propósito de rodearlos y atacarlos, y con esa idea hubiese sido una locura para ellos esperar que los nativos ejecuten sus planes haciendo que sea demasiado tarde para que cualquier persona lograse escapar. Consideré estos puntos en su momento ya que tenía en mente iniciar una investigación del caso, pero observé primeramente que había una fuerte suposición de que nuestros hombres estaban en lo correcto, segundo, que si hubiesen estado equivocados no había como condenarlos, finalmente que una simple investigación hubiese hecho que todos los hombres abandonen Cape Grim".
Los desastres continuaron para la tribuo del noroeste cuando fueron emboscados en febrero de 1828 por cazadores de focas que mataron a tiros a un hombre y raptaron a siete mujeres y las llevaron a la isla Canguro. En marzo, otra emboscada por parte de cazadores de foca que estaban ocultos en una cueva terminó en la captura de 14 mujeres que estaban nadando de vuelta a la costa luego de capturar crustáceos y petreles. Las mujeres fueron acorraladas, amarradas, y llevadas a la isla Canguro para servir como sirvientas y esclavas sexuales.
El Teniente Gobernador Arthur declaró ley marcial el 1 de noviembre de 1828 permitiendo a patrullas ambulantes capturar o disparar contra aborígenes para su reubicación.
En 1830 se estimaba que había tan solo 60 aborígenes de la tribu del noroeste, cuando tan solo tres años atrás sus números se habían estimado que sobrepasaban los 500. George Augustus Robinson había sido asignado para reunir a los últimos sobrevivientes de las tribus aborígenes y llevaros a un "lugar seguro" en una isla cerca de la costa norte de Tasmania; sin embargo los aborígenes en el noroeste lo evitaron. En 1830 encontró en un campamento de cazadores de focas a un hombre aborigen de 18 años llamado Jack de Cape Grim, cuyo nombre aborigen era Tunnerminnerwait, de la banda Parperloihener de la isla Robbins, y seis mujeres raptadas. Robinson amenazó a los cazadores con acciones legales si no dejaban ir a los aborígenes, y a los aborígenes les prometió seguridad y un eventual regreso a las áreas tribales.
En el mismo viaje, Robinson investigó la masacre, entrevistando a dos de los pastores y visitando Victory Hill con uno de ellos. También entrevistó a mujeres aborígenes que estaba viviendo con los cazadores de focas en la isla Robbins. Robinson llegó a la conclusión que unas 30 personas habían muerto en el incidente de Cape Grim.

## Escepticismo histórico
Keith Windschuttle, quien visitó el lugar de la supuesta masacre y leyó los documentos de archivo, argumenta que el hecho de que cuatro pastores hubieran podido matar a treinta aborígenes en ese lugar es intrínsecamente inverosímil. Los mosquetes de esa época tenía un rango efectivo limitado de unos 73 metros y tardaban en ser recargados. Windschuttle dice que: "...incluso un niño tenía tiempo de escapar fuera de este rango mientras su asaltante recargaba el arma..." y que estas armas no pudieron haber sido disparadas, recargadas y disparadas nuevamente lo suficientemente rápido como para que cuatro pastores convictos maten a treinta aborígenes en ese lugar antes de que las víctimas puedan ya sea correr o nadar lejos del alcance de las armas o abalanzarse sobre los que les disparaban y matarlos primero.
Él también indica que el reporte de Robinson en el que dice que los pastores obligaron a los aborígenes a ir desde la costa hasta el borde de un risco en el que fueron masacrados es inverosímil dado el terreno del lugar. Para hacer que los aborígenes lleguen al borde del acantilado, los pastores hubiesen tenido que escalar, y obligar a los aborígenes a realizar un ascenso tan empinado que en algunos sectores requiere que quien realice el ascenso tenga que utilizar sus manos. Los pastores hubiesen tenido que lanzar sus mosquetes para realizar el ascenso y una vez arriba, hubiesen estado en un área sin barreras que hubiesen evitado su escape.
Ha disputado el número de muertes a manos de los pastores en Cape Grim, indicando que 6, los que murieron en un altercado cerca de las chozas de los pastores, es un número más probable, como fue descrito en los reportes del administrador de la Compañía de la Tierra de Van Diemen, Edward Curr. Windschuttle cree que Robinson el número de muertos. Sin embargo, dos otros historiadores que visitaron el lugar y leyeron los registros, Ian McFarlane y Josephine Flood, han llegado a la conclusión de que la versión de Robinson es razonablemente certera.